# Гайст (Німеччина)
Гайст (нім. Heist) — громада в Німеччині, розташована в землі Шлезвіг-Гольштейн. Входить до складу району Піннеберг. Складова частина об'єднання громад Гест-унд-Марш-Зюдгольштайн.
Площа — 9,96 км2. Населення становить 2879 ос. (станом на 31 грудня 2020).

## Галерея

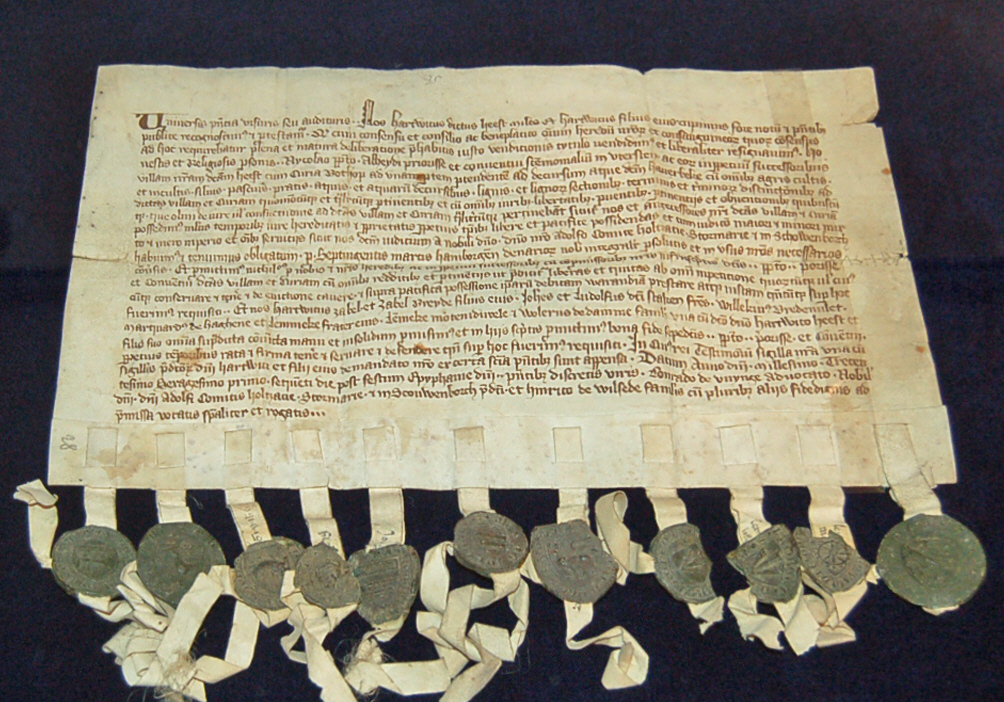
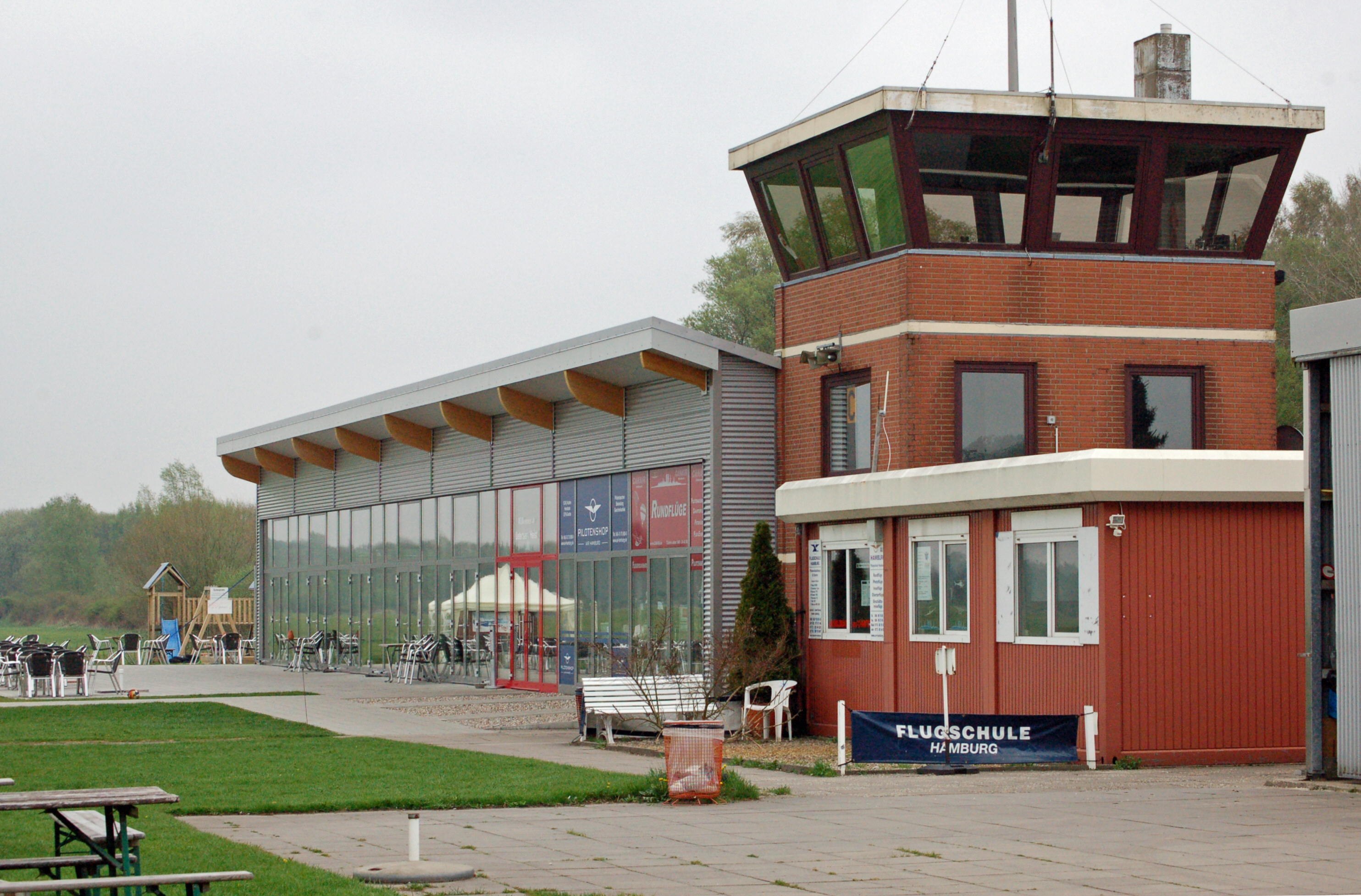